# Papilio sosia
Papilio sosia  là một loài bướm thuộc họ Bướm phượng (Papilionidae). 
Loài Papilio sosia được mô tả năm 1903 bởi Rothschild et Jordan. Loài bướm Papilio sosia sinh sống ở .

## Hình ảnh

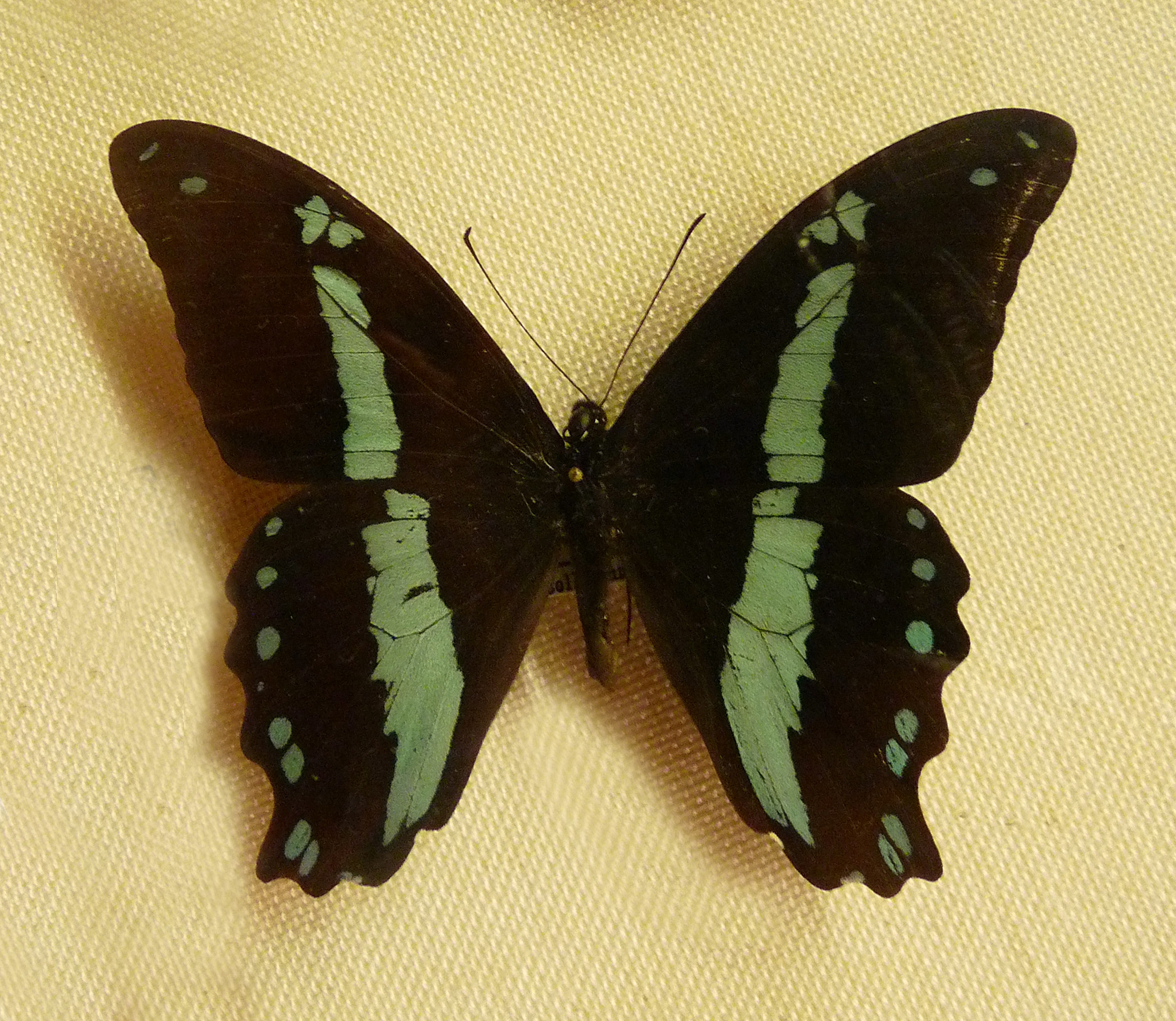

- Tập tin:Papilio sosia.jpg